# Windsor House
La Windsor House (oficialmente conocida como la 9-15 Bedford Street) es un edificio de oficinas de gran altura en la calle Bedford, Belfast, Irlanda del Norte. El edificio fue el más alto en Irlanda antes de ser superado por la Torre Obel  (también en Belfast) y se eleva hasta los 85 metros (262 pies) de altura, con 23 plantas. 
Siendo el ex edificio más alto de Irlanda, Windsor House es un icono por su alto y verde ascensor fachada de la pared lateral, así como por las antenas aéreas que destacan sobre otros siete metros en el aire.